# Juan Chávez Molina
Juan Chávez Molina (Arequipa, 1922 - Arequipa, 5 de agosto del 2013) fue un abogado y político peruano.

## Biografía
Nacido en Arequipa, hijo de Juan Mariano Chávez Eguiluz y Clorinda Molina. Hizo sus estudios de derecho en la Universidad Nacional de San Agustín. Se casó con Edith Rada Jordán y tuvo 2 hijos: Alonso y Álvaro.
En abril de 1955, junto a Javier de Belaúnde, Héctor Cornejo Chávez, Alberto Flórez Barrón, Mario Polar Ugarteche, Roberto Ramírez del Villar y Jaime Rey de Castro, fue uno de los autores del  manifiesto titulado “Invocación a la Ciudadanía”, con planteamientos descentralistas y democráticos, lanzado en Arequipa. Fue miembro fundador de la Democracia Cristiana y Senador de la República por el departamento de Puno en 1956.
Elegido para integrar el Jurado Nacional de Elecciones (JNE), como representante del Colegio de Abogados de Lima, fue miembro de ese organismo entre 1989 y 1993.
Falleció el 5 de agosto de 2013.